# 10983 Смолдерс
10983 Смолдерс (10983 Smolders) — астероїд головного поясу, відкритий 16 жовтня 1977 року.
Тіссеранів параметр щодо Юпітера — 3,486.